# Синельниковский район
Сине́льниковский райо́н (укр. Синельниківський район) — административная единица в юго-восточной части Днепропетровской области Украины. Административный центр — город Синельниково.

## География
Площадь района — 6616,6 км² (в старых границах до 2020 года — 1650 км²).

### Расположение
Территория района — это преимущественно степная равнина, однообразие которой нарушается сухими балками, кряжами и оврагами. Район занимает левобережье Днепровской дуги. Район граничит на западе — с Днепровским, на севере — с Самаровским и Павлоградским, на северо-востоке с Лозовским районом Харьковской области, на востоке — с Покровским и Краматорским районами Донецкой области, на юге — с Запорожским районом Запорожской области.

### Гидрография
На территории района протекают реки: Днепр, Осокоровка, Плоская Осокоровка, Нижняя Терса, Средняя Терса, Малая Терса, Татарка, Татарка, Маячка, Березнеговатая, Вороной.

## История
Район образован в 1923 году. 21 января 1959 года к Синельниковскому району была присоединена часть территории упразднённого Днепропетровского района.
17 июля 2020 года в результате административно-территориальной реформы район был укрупнён, в его состав вошли территории:
- Синельниковского района,
- Васильковского района,
- Межевского района,
- Покровского района,
- Петропавловского района,
- а также городов областного значения Синельниково и Першотравенск (ныне Шахтёрское).

## Население
Численность населения района в укрупнённых границах — 204,2 тыс. человек.
Численность населения района в границах до 17 июля 2020 года по состоянию на 1 января 2020 года — 36 845 человек, из них городского населения — 13 170 человек, сельского — 23 675 человек.

## Достопримечательности
В поселке Сухая Калина Синельниковского района, которое лежит в 50 километрах от города Днепр и от города Запорожье, расположена база загородного отдыха под одноименным названием «Сухая Калина». Территория утопает в зелени и окружена живописной природой.

## Административное устройство
Район в укрупнённых границах с 17 июля 2020 года делится на 19 территориальных общин (громад), в том числе 2 городские, 7 поселковых и 10 сельских общин (в скобках — их административные центры):
- Городские:
  - Синельниковская городская община (город Синельниково),
  - Першотравенская городская община (город Першотравенск);
- Поселковые:
  - Васильковская поселковая община (пгт Васильковка),
  - Илларионовская поселковая община (пгт Илларионово),
  - Межевская поселковая община (пгт Межевая),
  - Петропавловская поселковая община (пгт Петропавловка),
  - Покровская поселковая община (пгт Покровское),
  - Раздорская поселковая община (пгт Раздоры),
  - Славгородская поселковая община (пгт Славгород);
- Сельские:
  - Брагиновская сельская община (село Богиновка),
  - Великомихайловская сельская община (село Великомихайловка),
  - Дубовиковская сельская община (село Николаевка),
  - Зайцевская сельская община (село Зайцево),
  - Маломихайловская сельская община (село Маломихайловка),
  - Николаевская сельская община (село Николаевка),
  - Новопавловская сельская община (село Новопавловка),
  - Раевская сельская община (село Раевка),
  - Славянская сельская община (село Славянка),
  - Украинская сельская община (село Украинское).

### История деления района

Район в старых границах до 17 июля 2020 года

Район в старых границах до 17 июля 2020 года включал в себя:
| - Поселковых советов: 3 - Сельских советов: 20 | - Посёлков городского типа: 4 - Посёлков: 5 - Сёл: 112 |

Местные советы (в старых границах до 17 июля 2020 года)
| - Илларионовский поселковый совет - Раздоровский поселковый совет - Славгородский поселковый совет - Варваровский сельский совет - Великомихайловский сельский совет - Вольненский сельский совет - Василевский сельский совет - Горковский сельский совет - Дерезоватский сельский совет - Дибровский сельский совет - Зайцевский сельский совет - Кислянский сельский совет | - Лубянский сельский совет - Майский сельский совет - Марьевский сельский совет - Миролюбовский сельский совет - Михайловский сельский совет - Новоалександровский сельский совет - Новогнедовский сельский совет - Писаревский сельский совет - Раевский сельский совет - Старовишневецкий сельский совет - Шевченковский сельский совет |

Населённые пункты (в старых границах до 17 июля 2020 года)
| с. Александрополь с. Андреевка (Варваровский с/с) с. Андреевка (Миролюбовский с/с) с. Бегма с. Березноватка с. Богуславка с. Бурхановка с. Варваровка с. Василевка с. Василевка-на-Днепре с. Великомихайловка с. Вербовое с. Вербки-Осокоровка с. Весёлое (Дибровский с/с) с. Весёлое (Раевский с/с) пос. Вишневецкое с. Владимировское с. Водяное с. Вольное с. Вороновка с. Вороново с. Георгиевка с. Горки с. Грушевато-Криничное с. Гряковатое с. Дерезоватое с. Диброва с. Днепровское с. Дорогое с. Дубовое с. Дубо-Осокоровка с. Зайцево | с. Запорожец с. Запорожское с. Заячье с. Зелёное с. Зелёный Гай с. Знаменовское с. Ивановка (Илларионовский п/с) с. Ивановка (Новогнедовский с/с) пгт Илларионово с. Казачий Гай с. Калиновка с. Калиновское с. Каменоватка с. Катражка с. Киевское с. Кислянка с. Кодакское с. Котляровское с. Красное с. Лозоватка с. Лубянка с. Луговое с. Мажары с. Майское с. Максимовка с. Марьевка (Василевский с/с) с. Марьевка (Марьевский с/с) с. Марьевка (Писаревский с/с) с. Марьевское с. Марьинка с. Миролюбовка с. Михайловка | с. Морозовское с. Надеждино с. Надеждовка с. Ненасытец с. Новоалександровка с. Новоалександровское с. Новоалександрополь с. Новоалексеевка с. Нововознесенка с. Новогнедое с. Новое с. Новоилларионовское с. Новониколаевка с. Новопавлоградское с. Новочерниговское с. Новый Посёлок с. Носачи с. Обояновское с. Осокоровка с. Острый Камень с. Очеретоватое с. Павловка с. Панасовка с. Парное с. Партизаны пос. Первомайское с. Першозвановка с. Писаревка с. Полевое с. Попово с. Пристень с. Раевка | с. Раздолье пгт Раздоры с. Раково с. Романовка с. Рудево-Николаевка пгт Сад с. Садовое пгт Славгород с. Старовишневецкое с. Старолозоватка пос. Степовое с. Сухая Калина с. Терновое с. Терса с. Токовое с. Третяковка с. Троицкое с. Тургеневка пос. Хорошево с. Хорошево с. Цыгановка пос. Шахтёрское с. Шевченковское с. Широкосмоленка с. Ясное |

Ликвидированные населённые пункты (в старых границах до 17 июля 2020 года)
| с. Владимировка | с. Запорожье-Грудоватое | с. Петровское (Зайцевский с/с) | с. Терники |

## Транспорт
- Аэродром «Майское» (Авиа-Союз).